# Paul Preuss
Paul Preuss (Albany, 7 de marzo de 1942) es un escritor de ciencia ficción estadounidense.
Posiblemente es más conocido por la serie Venus Prime. Combina su trabajo como escritor de ciencia ficción con la escritura de artículos periodísticos sobre ciencia y con la labor de consultor para compañías cinematográficas.
La serie Venus Prime es escrita a partir de personajes y relatos cortos de Arthur C. Clarke, donde se combina el thriller policiaco con la ciencia ficción ambientada en el siglo XXII. La historia se desgrana a través de los seis volúmenes de que consta la serie en un largo periplo por el sistema solar, mientras la protagonista, Sparta, una joven con aptitudes sobrehumanas, sortea peligros y busca su verdadera identidad.
También inspirada en una de sus novelas, Core, se rodó la película llamada El núcleo, que cuenta un atrevido viaje al centro de la Tierra para salvar al mundo.

## Novelas de ciencia ficción
- Simetría rota
- Error humano
- Reentrada
- Las puertas del cielo
- Starfire (1988)
- Core (1993), en que se basó la película El núcleo (de 2003)
- Secret Passages (1997)

## Serie Venus Prime
- Máxima tensión (1987)
- Torbellino (1988)
- El juego del escondite (1989)
- El encuentro con Medusa (1990)
- La luna de diamante (2001)
- Los seres radiantes (2002)

- Datos: Q708198